# Автошлях Р 49
Автошля́х Р 49 — автомобільний шлях регіонального значення на території України. Проходить територією Житомирської та Хмельницької областей через Васьковичі — Звягель — Шепетівку. Загальна довжина — 162,2 км.

## Маршрут
Автошлях проходить через такі населені пункти:
| Автошлях Р 49                              |                 |
| Житомирська область                        |                 |
| Коростенський район                        |                 |
| Васьковичі                                 | М21Т 0604       |
| Плещівка                                   |                 |
|                                            | М07             |
| Купище                                     |                 |
| Дружбівка                                  |                 |
| Жупанівка                                  |                 |
| Піски                                      |                 |
| Бондарівка                                 |                 |
| Гулянка                                    |                 |
| Першотравневе                              |                 |
| Ємільчинська селищна територіальна громада |                 |
| Сімаківка                                  |                 |
| Малий Яблунець                             |                 |
| Вірівка                                    |                 |
| Вересівка                                  |                 |
| Радичі                                     |                 |
| Звягельський район                         |                 |
| Чижівка                                    |                 |
| Олександрівка                              |                 |
| Наталівка                                  | E40М06          |
| Звягель                                    |                 |
| Лідівка                                    |                 |
| Орепи                                      |                 |
| Кожушки                                    |                 |
| Колодянка                                  |                 |
| Баранівська міська територіальна громада   |                 |
| Радулин                                    |                 |
| Зірка                                      |                 |
| Хмельницька область                        |                 |
| Шепетівський район                         |                 |
| Дубіївка                                   |                 |
| Заморочення                                |                 |
| Городнявка                                 |                 |
| Червоний Цвіт                              |                 |
| Шепетівка                                  | Н25Т 2306Т 2309 |